# Heřmánkovice
Heřmánkovice là một làng thuộc huyện Náchod, vùng Královéhradecký, Cộng hòa Séc.